# Amilcar Type C 8
Der Amilcar Type C 8 (kurz Amilcar C 8) war ein Pkw der französischen Marke Amilcar. Es gibt auch die Schreibweise Amilcar Type C8.

## Beschreibung
Amilcar präsentierte das Modell im Oktober 1928 auf dem Pariser Autosalon als Nachfolger des Amilcar Type J. Zunächst entstanden nur zehn Prototypen. Die Serienausführung erschien zusammen mit dem Amilcar Type CS 8 im Oktober 1929.
Es war das erste Modell von Amilcar mit einem Achtzylinder-Reihenmotor. Im Prototyp hatte der Motor 62 mm Bohrung, 75 mm Hub und 1811 cm³ Hubraum. Er war mit 10 Cheval fiscal eingestuft. Der Motor war vorne im Fahrzeug eingebaut und trieb die Hinterachse an. Für den Prototyp ist der Radstand je nach Quelle mit 292 cm oder 300 cm angegeben. Er wurde nur als Fahrgestell ohne Karosserie ausgestellt.
In der Serienausführung hatte der Motor 63 mm Bohrung, 80 mm Hub, 1995 cm³ Hubraum und 63 PS. Er war mit 11 CV eingestuft.
Der Radstand betrug 300 cm. An Aufbauten bekannt sind viertürige Limousine, Roadster und viersitzige Coupés, die Faux-Cabriolet genannt wurden, weil sie ein zu öffnendes Verdeck vortäuschten.
Im Oktober 1930 endete die Produktion. Das Fahrzeug war laut einer Quelle untermotorisiert. Insgesamt entstanden von den beiden Achtzylindermodellen zusammen weniger als 800 Fahrzeuge.
Hintergrund war ein geplantes Abkommen mit Durant Motors aus den USA. Geplant war der Absatz großer Mengen in den USA über das Durant-Vertriebsnetz. Die Weltwirtschaftskrise verhinderte das Abkommen.
2015 wurde eine viertürige Limousine in schlechtem Zustand aus der Baillon Collection für 30.160 Euro versteigert. Der Schätzpreis lag zwischen 5000 und 7000 Euro. Käufer war ein Fahrzeughändler aus Borken.